# Fernando Paleólogo
Fernando Paleólogo (en italiano: Ferdinando Paleologo; junio de 1619 - 2 de octubre de 1670) fue un terrateniente, plantador de azúcar o algodón y síndico anglo-griego del siglo XVII y posiblemente uno de los últimos miembros vivos de la dinastía Paleólogo, que había gobernado el Imperio bizantino desde 1259 hasta su caída en 1453. Fernando era el cuarto y más joven hijo de Teodoro Paleólogo, un soldado y asesino griego que se mudó a Inglaterra a fines del siglo XVI.
Fernando apoyó al bando realista en la Guerra Civil Inglesa (1642-1651), pero emigró a Barbados durante (o posiblemente antes) del conflicto, quizás huyendo del castigo mientras los realistas estaban siendo derrotados o quizás buscando fortuna con parientes de su madre, que vivían en la isla. Fernando está atestiguado por primera vez en la isla en 1644 y rápidamente se integró a su élite. Cultivó algodón o azúcar y posiblemente piñas y fue influyente en los asuntos de la iglesia parroquial local de San Juan, para la que se convirtió en miembro de la junta parroquial y luego en síndico. Fernando construyó una gran mansión llamada Clifton Hall, llamada así por la casa en la que había vivido con su familia en Cornualles. Clifton Hall, aunque cambió radicalmente desde la época de Fernando, sigue siendo hasta el día de hoy una de las grandes, grandiosas y antiguas casas de Barbados.
Para cuando falleció en 1670, Fernando ya era conocido en la isla como el "príncipe griego de Cornualles", apodo con el que sería recordado durante siglos. La lápida actual de su tumba en la iglesia parroquial de San Juan, que erróneamente indica la fecha de su fallecimiento en 1678 en lugar de 1670, fue erigida en 1906 y es un lugar turístico local.